# Henri Van der Poorten
Henri Van der Poorten, né le 28 février 1789 à Anvers et mort dans la même ville le 4 avril 1874, est un peintre belge, connu pour ses paysages et ses représentations animalières. Il est également graveur à l'eau-forte et à l'aquatinte.
Ses œuvres sont notamment conservées aux Musées royaux des Beaux-Arts de Belgique, au Musée des Beaux-Arts de Gand et au Rijksmuseum Amsterdam. 

## Biographie

### Famille
Henri (Hendrik Josephus Franciscus) Van der Poorten, né à Anvers le 28 février 1789, est le fils d'Antoine Van der Poorten (mort en 1802), commerçant, et d'Anne Marie Kets (1758-1833). Il demeure célibataire,.

### Formation
Henri Van der Poorten est étudiant à l'Académie royale des beaux-arts d'Anvers et bénéficie de l'enseignement de Guillaume Herreyns. Il étudie ensuite auprès du paysagiste Hendrik Aarnout Myin (d).

### Carrière

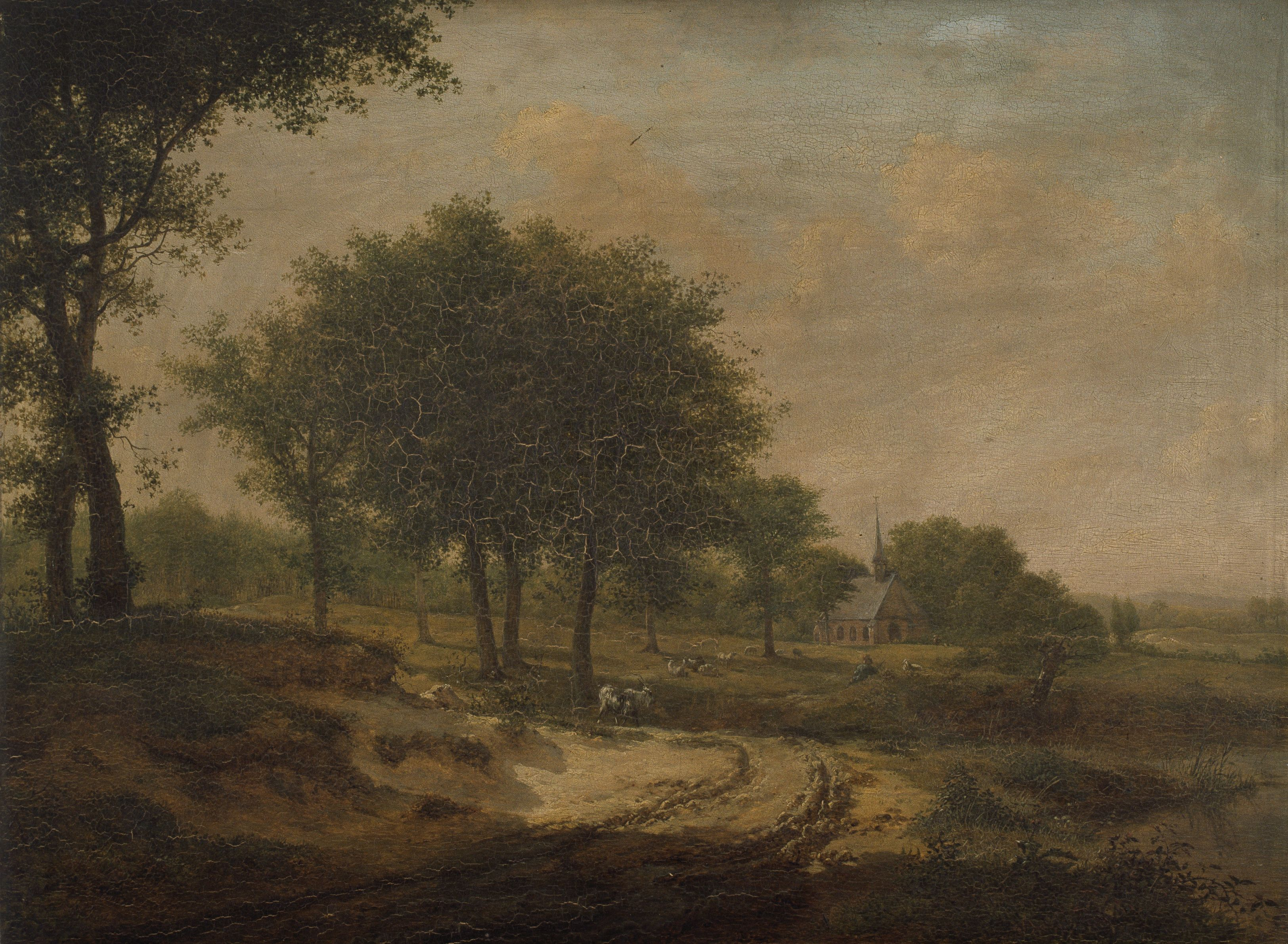
Paysage (récompensé en 1814) conservé au Musée des Beaux-Arts de Gand.

Henri Van der Poorten est récompensé par une médaille d'or en peinture de paysages à Gand en 1814, un accessit au concours de paysage de Bruxelles en 1815 et remporte, à l'unanimité des voix, le prix de paysage à celui d'Anvers en 1816. À partir de ce moment, il expose régulièrement aux salons triennaux jusqu'en 1829.
Artiste fécond, il peint surtout aux environs d'Anvers dans un style proche de celui de Balthasar Ommeganck. Ses voyages en Allemagne et en France lui permettent de diversifier ses paysages. C'est également pour ses eaux-fortes qu'il est connu, technique qu'il pratique de 1840 à 1861 environ. Il pratique aussi la lithographie et à l'aquatinte
.
Dans son atelier anversois, très fréquenté, dès le début des années 1820, en raison de son enseignement des représentations animalières, il forme plusieurs peintres de renom. Parmi ses élèves, figurent : William Cooke (d), Joseph Moerenhout Ferdinand Marinus, Jean Peeters (peintre de chevaux (1806-1889), originaire de Wommelgem, qui expose dès l'âge de quinze ans), André Plumot, Jacques Rosseels, Ildephonse Stocquart et Henri Daniel Verbeeck (d).
Henri Van der Poorten, qui ne peignait plus depuis de nombreuses années, meurt, à l'âge de 85 ans, le 4 avril 1874 en son domicile Kleine Gasthuisstraat no 24 à Anvers. Ses funérailles ont lieu trois jours plus tard à l'église paroissiale Notre-Dame, suivies par son inhumation à Deurne.

## Œuvre

### Caractéristiques
Henri Van der Poorten est connu pour ses paysages, et ses représentations animalières. Il s'inspire de ses professeurs Guillaume Herreyns pour les figures et Hendrik Aarnout Myin pour les paysages. Il est également influencé par les maîtres hollandais du XVIIe siècle Anthonie Waterloo et Allaert van Everdingen.
Henri Van der Poorten réalise de nombreuses gravures représentant des paysages, des animaux, des figures, et des scènes de genre, dont 90 sont conservées au Rijksmuseum Amsterdam.

### Expositions

#### Salons triennaux belges

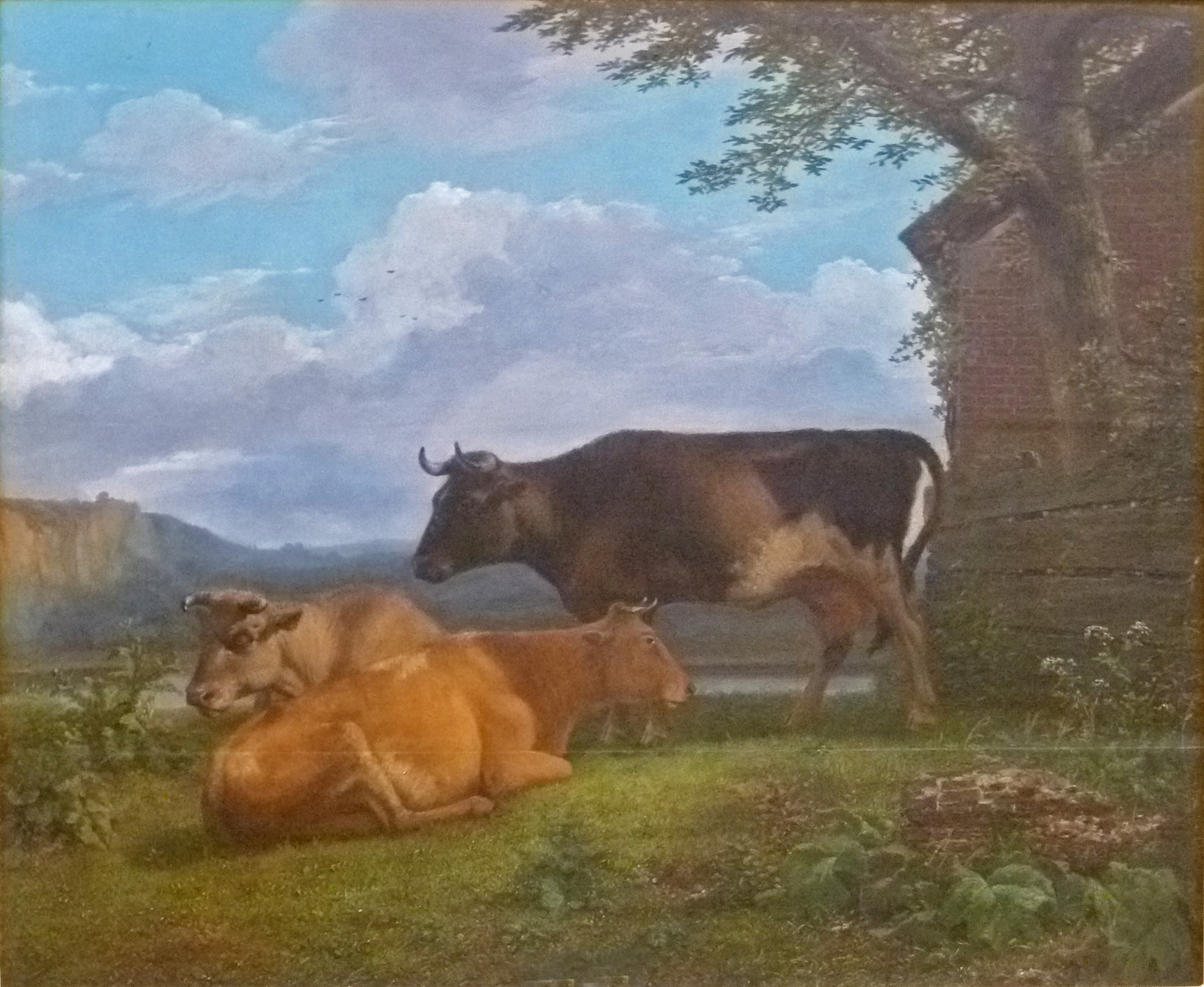
Paysage avec du bétail (1865), collection privée.

- Salon de Gand de 1814 : médaille d'or au concours de paysage[5].
- Salon de Bruxelles de 1815 : Un clair de lune (médaille d'accessit)[6].
- Salon d'Anvers de 1816 : sept œuvres : quatre paysages, dont deux éclairés par la lune, et deux autres représentant quelques vaches  et des chevaux, ainsi que Trois chevaux dans un paysage près d'un ruisseau, Différents animaux dans une plaine et L'Intérieur d'une écurie[7].
- Salon de Gand (X) de 1817 : Paysage d'après nature, vue prise au bord de La Meuse, Une marchande avec un mulet traversant un pont et Une écurie avec des chevaux[8].
- Salon d'Anvers de 1819 : quatre paysages, montagneux et boisés, avec des figures et des animaux[9].
- Salon de Gand (XI) de 1820 : Vue d'un paysage prise aux environs de la Meuse, Une bergerie où se trouvent quelques moutons et Une terre sablonneuse[10].
- Salon de Bruxelles de 1821 : Paysage avec trois bêtes à cornes et autres figures, Deux chevaux près d'une barrière et Autre paysage sablonneux[11].
- Salon d'Anvers de 1822 : Paysage, temps pluvieux[12].
- Salon de Gand (XII) de 1823 : Paysage représentant un terrain sablonneux (vue prise aux environs de Mol en Campine, ornée de figures et d'animaux)[13].
- Salon de Bruxelles de 1827 : Paysage avec cascade et Vue prise aux environs de Verviers[14].
- Salon de Gand (XIV) de 1829 : Paysage rocailleux  avec animaux, soleil levant, Paysage boisé avec animaux et Un garçon d'écurie occupé à nettoyer un cheval[15].

#### Expositions aux Pays-Bas
- Exposition des maîtres vivants d'Amsterdam en 1820 : Une bergerie[16].
- Exposition des maîtres vivants de La Haye en 1822 : Un paysage par temps de pluie[16].
- Exposition des maîtres vivants d'Amsterdam de 1830 : Bétail au repos près d'une colline en pierre[16].

### Collections muséales
- Musées royaux des Beaux-Arts de Belgique (Bruxelles) : 
  - Paysage orné de figures et de bétail (1817), huile sur bois, inventaire no 209, format 47 × 62 cm, don du roi Guillaume Ier des Pays-Bas, 1817[17].
- Musée des Beaux-Arts de Gand : 
  - Paysage (1814), médaille à Gand, huile sur panneau, inventaire no S-205, 49,5 × 65,8 cm, transféré de l'Académie royale des beaux-arts en 1952[18].
- Rijksmuseum Amsterdam : 
  - 90 œuvres dont des gravures, des dessins à l'encre, représentant des paysages, des animaux, des fermes, datées de 1840 à 1861[4].

### Galerie

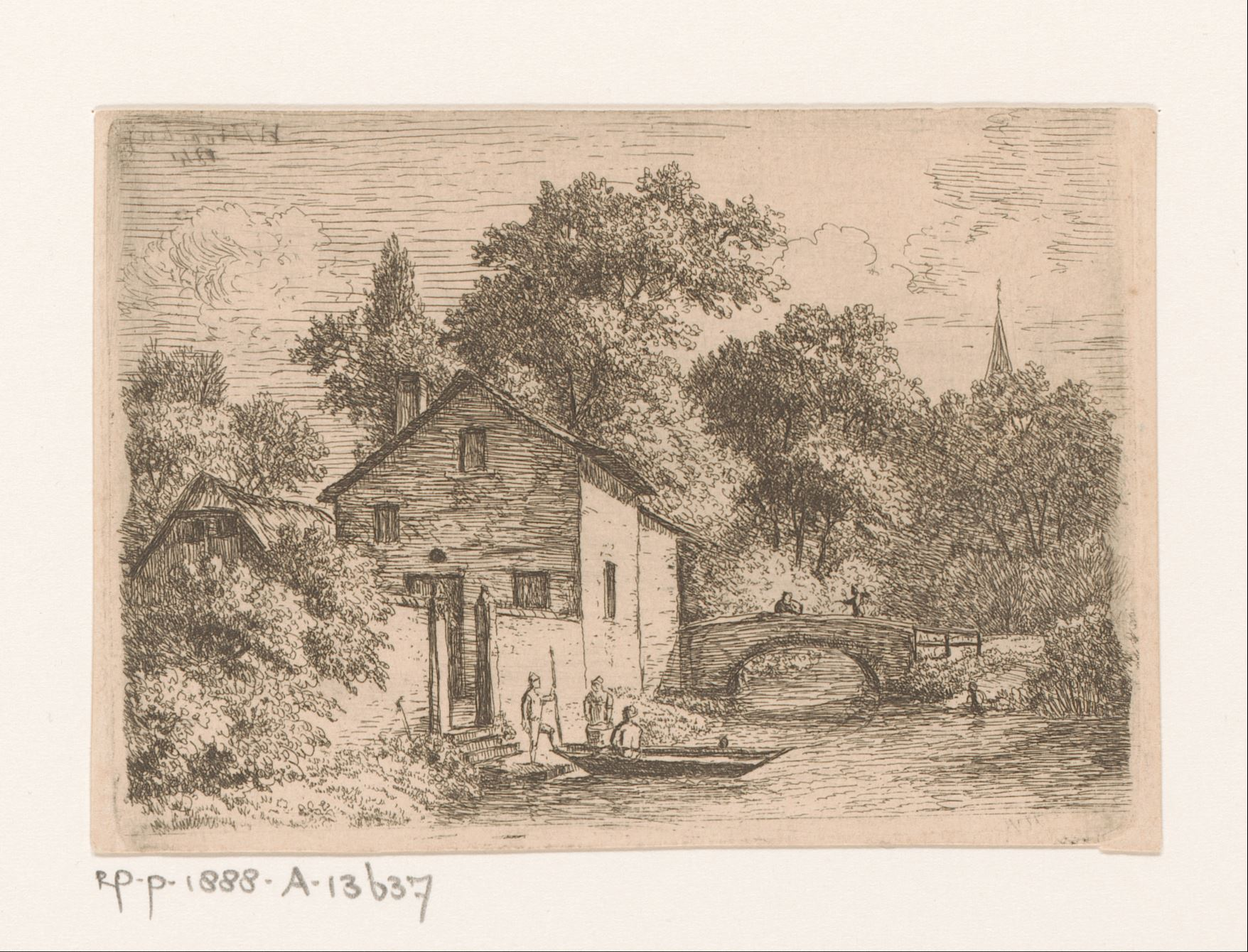
Trois figures sur une chaloupe (1841), gravure à la pointe sèche, Rijksmuseum Amsterdam.
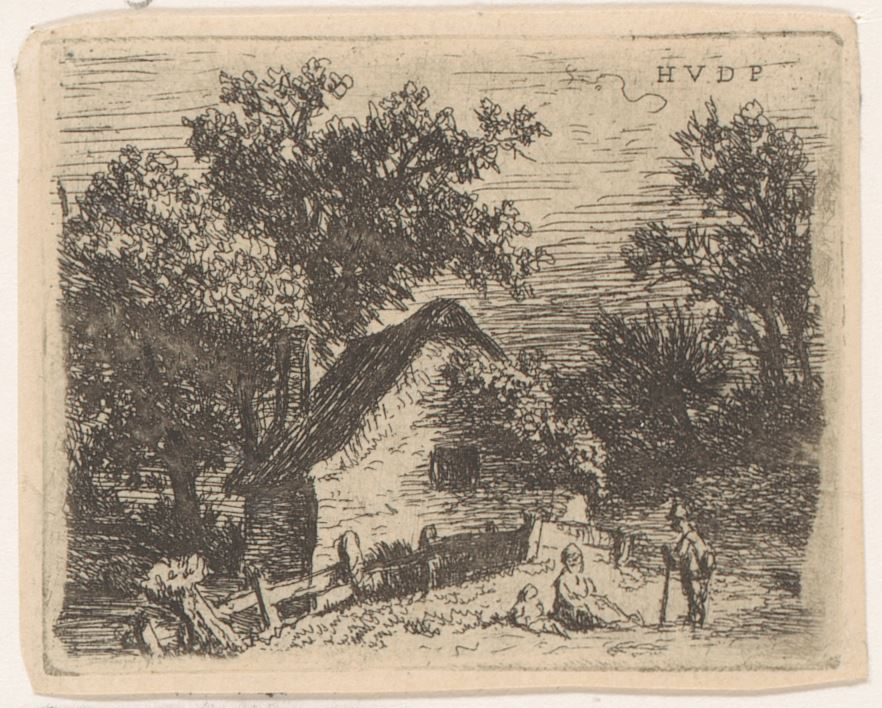
Paysage avec un homme appuyé sur un bâton parlant à une femme et un enfant, gravure, Rijksmuseum Amsterdam.
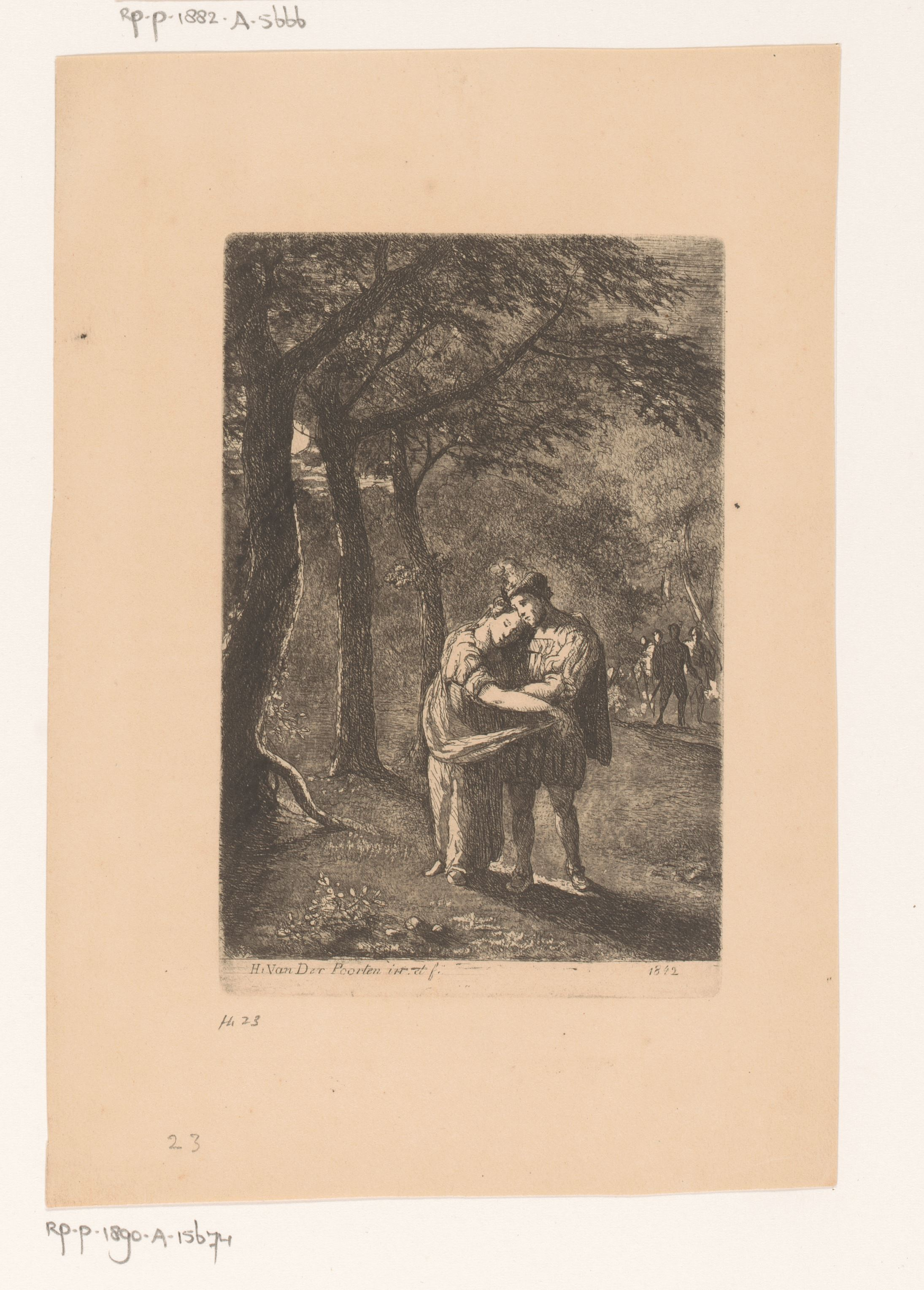
Herman et Aldegonde (1842), gravure, aquatinte, Rijksmuseum Amsterdam.
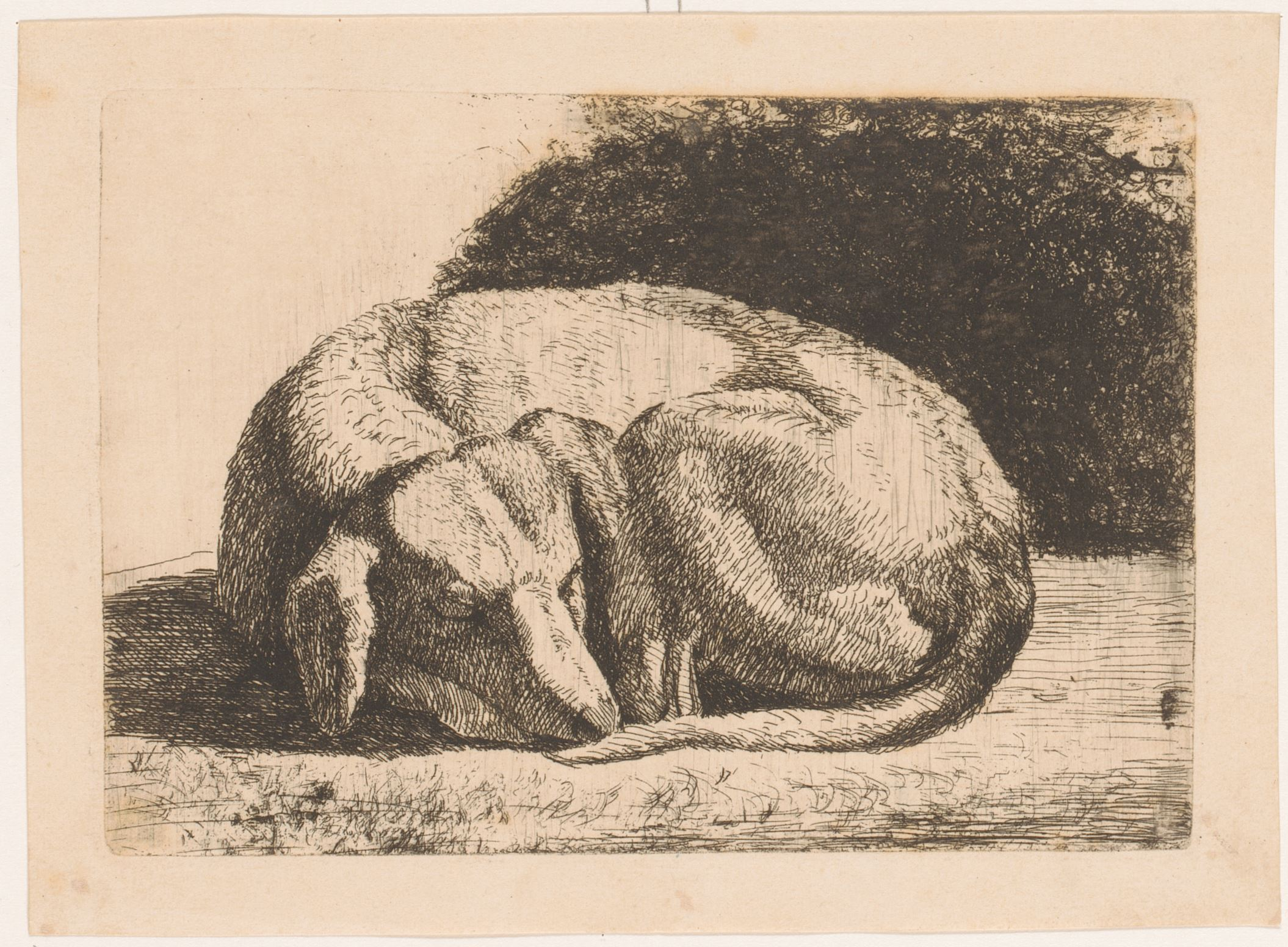
Chien dormant (1842), gravure à la pointe sèche, Rijksmuseum Amsterdam.
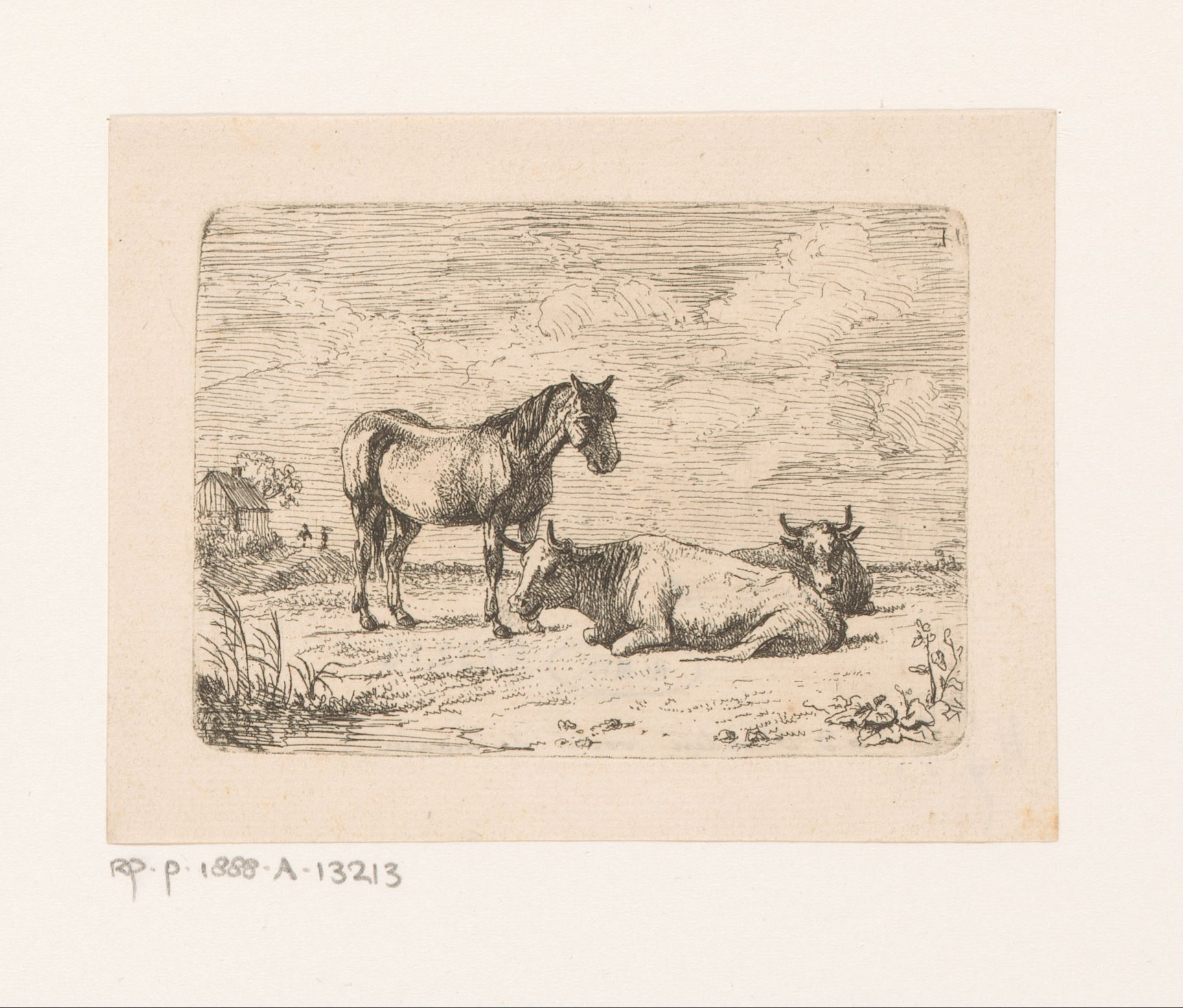
Cheval et bœufs, gravure, Rijksmuseum Amsterdam.
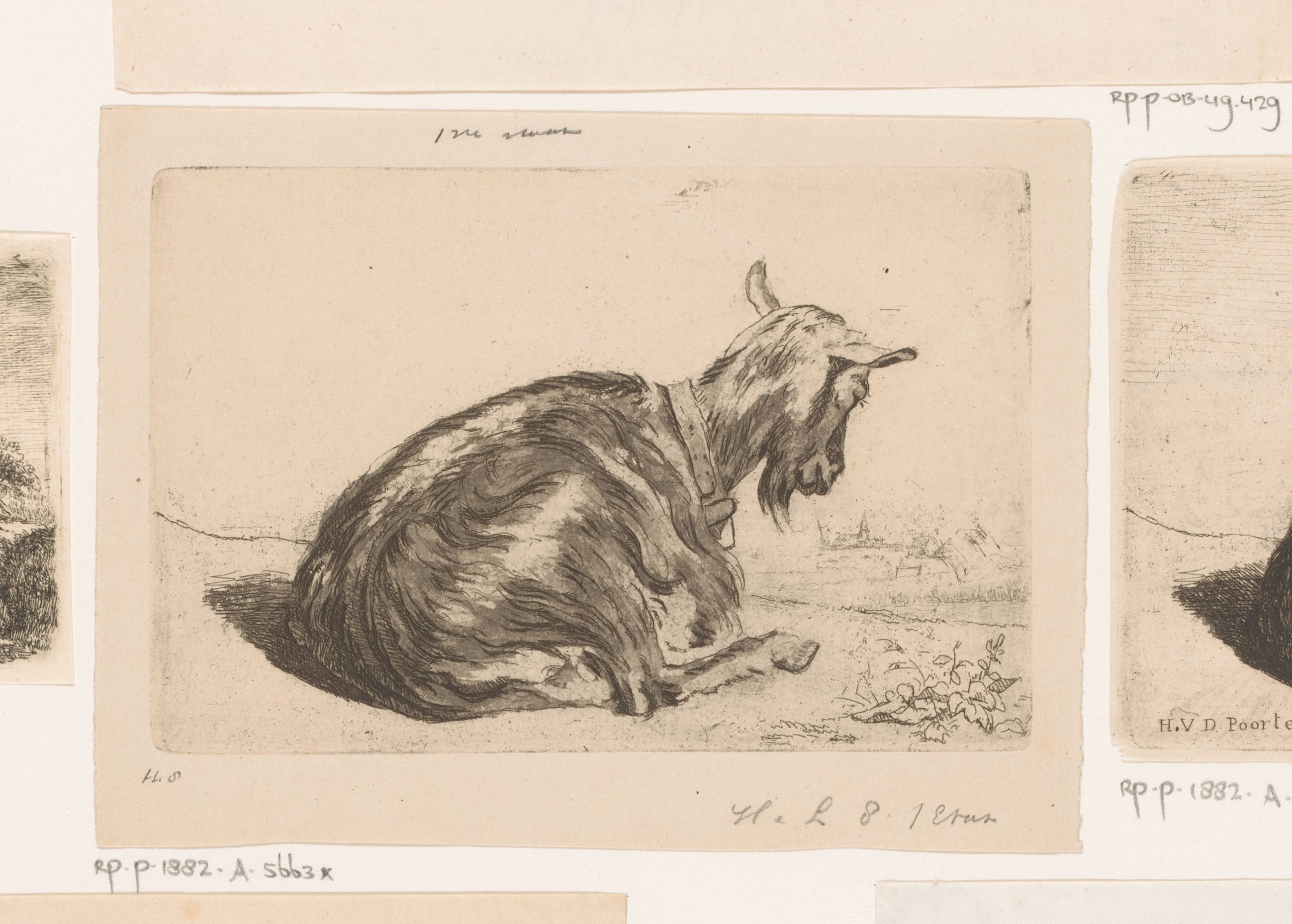
Chèvre couchée, gravure, aquatinte, Rijksmuseum Amsterdam.
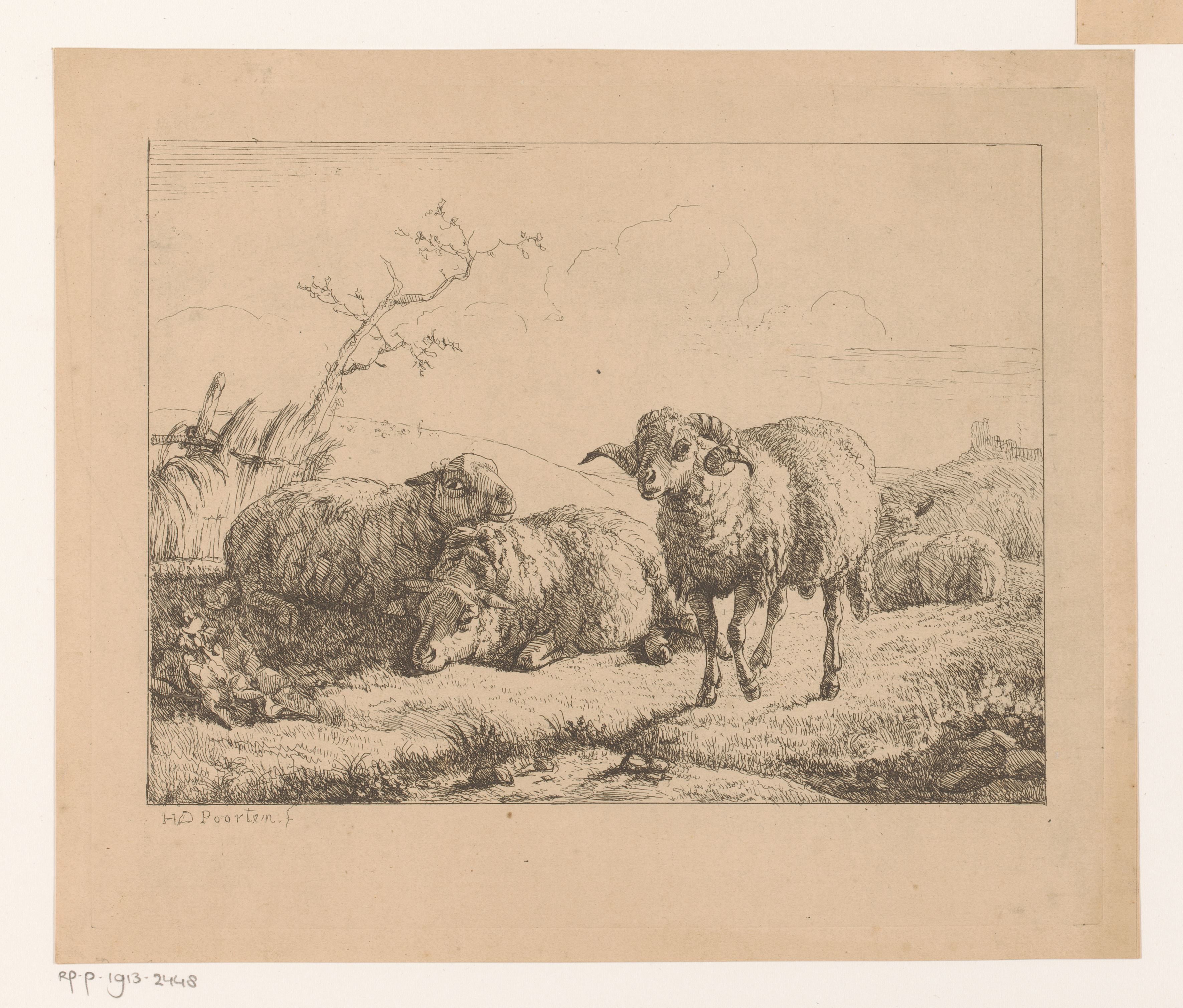
Trois moutons et un bélier, gravure, Rijksmuseum Amsterdam.